# Schmalstede
Schmalstede település Németországban, Schleswig-Holstein tartományban. Lakosainak száma 292 fő (2023. december 31.).

## Népesség
A település népességének változása:
| Lakosok száma | 195  | 275  | 281  | 293  | 299  | 292  |
|               | 1975 | 2017 | 2019 | 2021 | 2022 | 2023 |